# Massimo Moratti
Massimo Moratti (Bosco Chiesanuova, 16 maggio 1945) è un imprenditore e dirigente sportivo italiano.
Ha legato il suo nome imprenditoriale a quello della Saras, società petrolifera fondata dal padre Angelo, di cui è diventato presidente nel 2018.
È stato presidente dell'Inter in due periodi diversi, dal 18 febbraio 1995 al 19 gennaio 2004 e dal 6 novembre 2006 al 15 novembre 2013, nonché presidente onorario fino al 23 ottobre 2014. Durante la sua gestione, durata ininterrottamente dal 1995 al 2013 e ad oggi la più longeva nella storia del club nerazzurro, l'Inter ha vinto sedici trofei: cinque campionati italiani, quattro Coppe Italia, quattro Supercoppe italiane, una UEFA Champions League, una Coppa UEFA e una Coppa del mondo per club FIFA.

## Biografia
Massimo Moratti, appartenente ad una delle famiglie più facoltose di Milano, ha ereditato dal padre Angelo la Saras, gruppo che opera nel settore della raffinazione del petrolio, di cui è presidente. È anche proprietario dell'azienda Sarlux, con sede a Cagliari, la cui attività si concentra sulla produzione di energia elettrica proveniente dagli scarti petroliferi. È nato a Bosco Chiesanuova nel veronese; qui il padre aveva portato la famiglia in una villa, acquistata prima della guerra. Si diploma al Liceo Classico di San Demetrio Corone da privatista mentre espletava il servizio militare e successivamente si laurea alla LUISS Guido Carli in Scienze politiche.

### Vita privata
È fratello di Adriana, Gian Marco (suo predecessore come presidente della Saras e marito dell'ex sindaco di Milano Letizia Moratti), Bedy, Gioia e Natalino. Dal 10 ottobre 1971 è sposato con Emilia Bossi detta Milly, dal 2001 al 2012 consigliere comunale del capoluogo lombardo, ed è padre di cinque figli: Maria Celeste, Angelomario, Maria Carlotta, Giovanni e Maria.

## Attività imprenditoriale

### Saras
È socio accomandatario nonché presidente di Angelo Moratti S.a.p.a. e di Sarint S.A., società del Gruppo Saras. Inoltre, è componente del consiglio di amministrazione e del comitato esecutivo di Interbanca e del consiglio di amministrazione di Pirelli. Ad aprile 2020, secondo la rivista Forbes, aveva un patrimonio di 1,4 miliardi di dollari che lo posizionavano al 27º posto della classifica annuale degli uomini più ricchi d'Italia.
Azionista anche di Gruppo Partecipazioni Industriali con il 6,5% e di Camfin con il 2,91% prima e 2,49% poi (di cui 1,49% tramite C.M.C. S.p.A. e 1,00% a titolo personale), nell'ottobre 2013 vende le proprie quote all'amico Marco Tronchetti Provera per 19,5 milioni di euro sulla base di un accordo sottoscritto a giugno.
Nel febbraio del 2024 Massimo e i nipoti Gabriele e Angelo Moratti cedono il loro 35% della Saras al colosso olandese Vitol.

### Sport

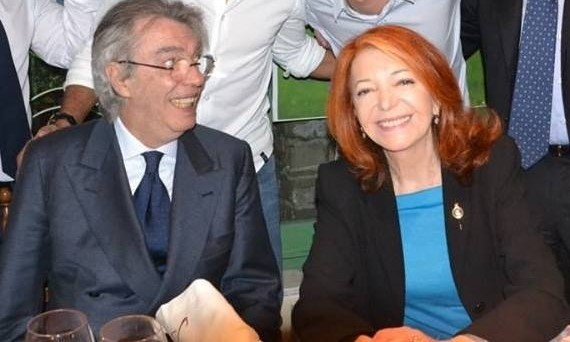
Massimo Moratti e la sorella Bedy nel 2016

Comincia a seguire le orme paterne nel mondo dello sport in ambito olimpico e federale, a cavallo degli anni 80 e 90 del XX secolo, come delegato regionale del CONI per la Lombardia e poi come presidente del Settore Tecnico della FIGC; in quest'ultimo caso, nell'estate 1991 è tra i fautori dell'istituzione del primo corso federale per l'abilitazione a direttore sportivo.
Nei primi anni 1990 è inoltre presidente del comitato promotore della candidatura della città di Milano ai Giochi olimpici estivi del 2000, poi ritirata in fase di selezione a causa sia del sopravvenuto contesto sociopolitico sfavorevole, sia del crollo di reputazione internazionale della città dettato dalle contemporanee inchieste di Mani pulite.

#### Inter
Dopo alcuni abboccamenti in tal senso negli anni precedenti, il 18 febbraio 1995 Moratti acquista ufficialmente l'Inter, che era già stata di proprietà del padre Angelo dal 1955 al 1968, spendendo 70 miliardi di lire. Moratti introduce Marco Tronchetti Provera nel consiglio di amministrazione, nomina vicepresidente Giammaria Visconti di Modrone (già dirigente accompagnatore ai tempi della gestione del padre Angelo), direttore sportivo Sandro Mazzola, responsabile degli osservatori Luis Suárez, delegato al settore giovanile Mario Corso e responsabile per i rapporti con la UEFA e la FIFA Giacinto Facchetti; infine sposta la sede sociale da piazza Duse a via Durini. Tra i primi acquisti si segnala Javier Zanetti, voluto fortemente da Moratti dopo aver visionato una videocassetta con le partite della nazionale argentina Under-20 impegnata ai Giochi panamericani di Mar del Plata. I primi anni della presidenza sono i più difficili, in quanto agli ingenti sforzi economici corrispondono poche soddisfazioni sul versante sportivo. Si stima che in tale periodo Moratti abbia dovuto provvedere personalmente a circa 735 milioni di euro di iniezioni di capitale, cifra molto vicina ai 750 milioni di euro incassati con il collocamento in borsa dell'azienda di famiglia Saras avvenuta nel 2006.
Le difficoltà sono testimoniate dalle doppie dimissioni rassegnate in periodi diversi: il primo caso avvenne nel maggio 1999, dopo le polemiche sorte a seguito della scelta di Roy Hodgson come allenatore. Nel luglio successivo, Moratti tornò sulla propria decisione. Il secondo episodio risale invece al gennaio 2004, quando lasciò l'incarico pur conservando la proprietà del club: a subentrargli fu Giacinto Facchetti, che mantenne il comando della società sino alla morte. Nel novembre 2006, a due mesi dalla scomparsa dell'ex calciatore, Moratti riprese la carica presidenziale.
Nel frattempo, in coincidenza con l'arrivo in panchina di Roberto Mancini nel 2004 si apre un ciclo di vittorie: risalgono al tecnico di Jesi la conquista di tre scudetti, due Coppe Italia e due Supercoppe italiane. La striscia di successi prosegue con il tecnico portoghese José Mourinho, il quale è capace di portare nella bacheca nerazzurra, dal 2008 al 2010, altri due scudetti, una Coppa Italia, una Supercoppa italiana ma soprattutto la Champions League, a 45 anni di distanza dal precedente successo. L'Inter di Massimo diviene così la prima squadra italiana, sesta in Europa, a centrare il cosiddetto treble (scudetto, Coppa Italia e Champions League) nell'arco di una sola stagione. Le successive gestioni Benítez e Leonardo arricchiranno la presidenza Moratti di altri tre successi: la Supercoppa italiana, la Coppa del Mondo per club (conquistati dallo spagnolo) e la Coppa Italia (vinta dal brasiliano).

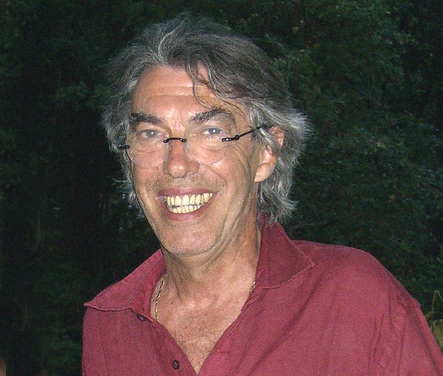
Moratti nel 2007

Il 15 ottobre 2013, dopo cinque mesi di trattative, viene comunicato l'accordo con l'International Sports Capital, società indirettamente posseduta dagli indonesiani Erick Thohir, Rosan Roeslani e Handy Soetedjo, con il quale la compagnia indonesiana diviene azionista di controllo dell'Inter mediante la partecipazione del 70% attraverso un aumento di capitale riservato. Il 15 novembre l'Assemblea dei Soci dell'Inter elegge ufficialmente Thohir come nuovo presidente al posto di Moratti, che esce dal consiglio di amministrazione rimanendo però nell'organigramma societario come presidente onorario.
Il 23 ottobre 2014 Moratti annuncia le sue dimissioni dalla carica, contestualmente a quelle del figlio Angelomario, di Rinaldo Ghelfi e di Alberto Manzonetto da quelle di consigliere di amministrazione, lasciando il club meneghino dopo 19 anni di presidenza e 16 trofei vinti sotto la sua gestione. Il 6 giugno 2016, con la cessione della maggioranza del club al gruppo cinese Suning Commerce Group, lascia l'Inter anche come azionista dopo 21 anni.

##### Attività sociali
Il 28 novembre 2012, presso la sede dell'ONU a New York, Moratti ha presentato il progetto Inter Campus. Il 10 settembre 2009 il rappresentante UNDP di Firenze, Sauro Gori, a margine della presentazione della Coppa del Mondo Inter Campus, aveva annunciato che Massimo Moratti sarebbe stato nominato Ambasciatore di Buona Volontà ONU a New York, per l'impegno sociale dimostrato attraverso il programma Inter Campus.
Nel settembre del 2021 decide di devolvere il proprio compenso annuale, pari a 1,5 milioni di euro, agli operai della raffineria Saras di Sarroch per compensare la riduzione dello stipendio causata dalla cassa integrazione e dalla crisi COVID-19.

##### Controversie
Il 9 luglio 2010 la Commissione Disciplinare Nazionale lo inibisce per tre mesi con 45 000 euro di ammenda a seguito dei deferimenti del Procuratore federale Palazzi in merito alla compravendita dei calciatori Thiago Motta e Diego Milito avvenuta nel 2009 durante un'inibizione del presidente genoano Enrico Preziosi.
Nel luglio 2011, dopo la pubblicazione delle intercettazioni inedite correlate al processo noto come Calciopoli, il procuratore federale Stefano Palazzi presenta un dossier in cui vengono coinvolti alcuni dirigenti calcistici non indagati nel processo sportivo celebrato nel 2006, tra cui Moratti, accusato da Palazzi per la violazione dell'articolo 1 del Codice di Giustizia Sportiva (doveri ed obblighi generali). Contestualmente, per via della prescrizione degli eventuali reati, lo stesso procuratore segnala l'impossibilità a procedere e dunque a verificare le accuse attestate nel suo dossier in ambito sportivo.